# Nozawa Onsen Snow Resort
Nozawa Onsen Snow Resort est une station de sports d'hiver créée en 1923 et située à Nozawa Onsen, dans la préfecture de Nagano au Japon.

## Historique
Pendant les Jeux olympiques d'hiver de 1998, une piste de ski de fond de la station est aménagée pour accueillir les épreuves de biathlon. Deux pistes d'une longueur de 4 kilomètres et d'une largeur de 7 mètres sont utilisées sur une surface totale de 14,5 hectares. Vingt mille personnes peuvent assister aux compétitions.